# U-Bahn-Stationen in Deutschland
"U-Bahn-Stationen in Deutschland" ist eine Briefmarkenserie der Deutschen Post AG. Im Zeitraum von 2020 bis 2025 sind insgesamt neun Marken von unterirdischen Bahnhöfen in Deutschland erschienen, die besonders bemerkenswert architektonisch gestaltet wurden.

## Liste der Marken
| Bild | Station                         | Architekt                            | U-Bahn             | Werte in Eurocent | Ausgabedatum   | Briefmarken- entwurf                | Mi.-Nr. Bund |
| ---- | ------------------------------- | ------------------------------------ | ------------------ | ----------------- | -------------- | ----------------------------------- | ------------ |
|      | Marienplatz                     | Alexander von Branca                 | U-Bahn München     | 95                | 2. April 2020  | Jennifer Dengler                    | 3541         |
|      | Überseequartier Hamburg         | Büro „netzwerkarchitekten“ Darmstadt | U-Bahn Hamburg     | 95                | 1. März 2021   | Jennifer Dengler                    | 3607         |
|      | U-Bahnhof Westend               | Artur C. Walter                      | U-Bahn Frankfurt   | 270               | 1. März 2021   | Jennifer Dengler                    | 3628         |
|      | Heidelberger Platz Berlin       | Wilhelm Leitgebel                    | U-Bahn Berlin      | 275               | 1. März 2022   | Jennifer Dengler                    | 3674         |
|      | Heumarkt Köln                   | Coersmeier Tebroke Architektur GmbH  | Stadtbahn Köln     | 85                | 4. August 2022 | Jennifer Dengler                    | 3709         |
|      | Reinoldikirche Dortmund         | Walter von Lom                       | Stadtbahn Dortmund | 70                | 6. April 2023  | Jennifer Dengler                    | 3759         |
|      | Wilhelm-Leuschner-Platz Leipzig | Max Dudler                           | S-Bahn Leipzig     | 85                | 6. April 2023  | Jennifer Dengler                    | 3760         |
|      | Westfriedhof München            | Auer Weber                           | U-Bahn München     | 160               | 4. Januar 2024 | Jennifer Dengler und Bettina Walter | 3807         |
|      | Bochum Rathaus Süd              | Burkhard Pahl                        | Stadtbahn Bochum   | 110               | 2. Januar 2025 | Chayenn Gutowski                    | 3878         |